# Radiacmea inconspicua
Radiacmea inconspicua är en snäckart som först beskrevs av Gray 1843.  Radiacmea inconspicua ingår i släktet Radiacmea och familjen Lottiidae. Inga underarter finns listade i Catalogue of Life.